# Alain Lebeaupin
 (juin 2021).
Si vous disposez d'ouvrages ou d'articles de référence ou si vous connaissez des sites web de qualité traitant du thème abordé ici, merci de compléter l'article en donnant les références utiles à sa vérifiabilité et en les liant à la section « Notes et références ».
Alain Lebeaupin, né le 2 mars 1945 à Paris et mort le 24 juin 2021 à Rome en Italie, est un archevêque catholique français, nonce apostolique (ambassadeur du Saint-Siège) près l'Union européenne de juin 2012 à novembre 2020.

## Biographie

### Formation
Alain Lebeaupin est ordonné prêtre le 28 juin 1975 pour le diocèse de Nice après des études au Séminaire pontifical français de Rome. Il obtient un doctorat en droit civil et des masters en droit canon et en théologie.

### Activité diplomatique
Alain Lebeaupin entre dans les services diplomatiques du Saint-Siège en 1979. Il travaille à la mission d’observation du Saint-Siège aux Nations unies à New York (1979–1982) puis, à la nonciature apostolique en République dominicaine (en) (1982–1985) et à la délégation apostolique au Mozambique (en) (1985–1989).
Il est appelé à la secrétairerie d'État et est affecté à la représentation du Saint-Siège auprès de l'Organisation pour la sécurité et la coopération en Europe (OSCE) de 1989 à 1998. Le 27 mars 1996, il est également chargé d’affaires à la nonciature apostolique près l’Union européenne. Le 7 décembre 1998, il est nommé archevêque titulaire (ou in partibus) de Vico Equense (de), et nonce apostolique en Équateur (en). Il reçoit l’ordination épiscopale du pape Jean-Paul II le 6 janvier 1999.
Le 14 janvier 2005, il est transféré à la nonciature apostolique au Kenya (en) et devient également observateur permanent au Programme des Nations unies pour l'environnement (PNUE) ainsi qu'au Programme des Nations unies pour les établissements humains (UN–HABITAT). Il arrive au Kenya le 28 avril 2005.
Le 23 juin 2012, Alain Lebeaupin est nommé nonce apostolique près l'Union européenne. Ayant atteint la limite d'âge de 75 ans, il se retire le 16 novembre 2020. Le 27 mars 2021, le pape François le nomme consulteur de la section des relations avec les États de la Secrétairerie d'État.
Alain Lebeaupin meurt à son domicile à Rome le 24 juin 2021, à l’âge de 76 ans.

## Succession apostolique
Alain Lebeaupin a ordonné les évêques suivants :
- Archevêque Fausto Trávez (es), O.F.M. (2003)